# Desplatsia subericarpa
Desplatsia subericarpa är en malvaväxtart som beskrevs av Bocquill.. Desplatsia subericarpa ingår i släktet Desplatsia och familjen malvaväxter. Inga underarter finns listade i Catalogue of Life.